# Калимико
Калимико (Callimico goeldii), още гелдиев или скоклив тамарин, или гилдиева мармозетка, е вид бозайник от семейство Остроноктести маймуни (Callitrichidae), единствен представител на род Скокливи тамарини (Callimico). Видът е световно застрашен, със статут уязвим.

## Разпространение и местообитание
Срещат се в Боливия, Бразилия, Колумбия, Еквадор и Перу.

## Описание
Скокливите тамарини са почти черни или черно-кафяви на цвят, а по козината на главата им и опашката понякога има червено, бяло, или сребристо-кафяви акценти. Телата им са 20-23 cm дълги, а опашките им достигат до около 25-30 cm.